# Tomoplagia kelloggi
Tomoplagia kelloggi
 es una especie de insecto del género Tomoplagia de la familia Tephritidae del orden Diptera. 
Aczel la describió científicamente por primera vez en el año 1955.